# Liste der slowenischsprachigen Schriftsteller und Dichter in Ungarn
Dies ist eine Liste der Schriftsteller und Dichter, die im Königreich Ungarn in slowenischer Sprache geschrieben und publiziert haben. Die Namen sind in ihrer offiziellen (ungarischen) Form aufgelistet.

## A
- Imre Augustich (1837–1879)

## B
- József Bagáry (1840–1919)
- Mária Bajzek Lukács (* 1960)
- Mihály Bakos (1742–1803)
- István Ballér (1760–1835)
- Irén Barbér (1939–2006)
- Mihály Barla (1778–1824)
- Iván Bassa (1875–1931)
- József Bassa (1894–1916)
- István Bedics
- Mihály Bencze (* 1954)
- Balázs Berke (1754–1821)
- Ferenc Berke (1764–1840)
- János Berke (1814–1908)
- Mihály Bertalanits (1786–1853)
- Ádám Bokány († 1714)
- József Borovnyák (1826–1909)
- Ferenc Bükvics (1888–1969)

## C
- Ferenc Czelecz
- György Czipott (1793–1834)
- Rudolf Czipott (1825–1901)

## D
- Mihály Domjan
- János Doncsecz
- Alajos Drávecz (1866–1915)

## F
- Ádám Farkas (1730–1786)
- Iván Fliszár
- János Fliszár (1856–1947)

## G
- Alajos Gáspár (1848–1919)
- Károly Gáspár († 1591)
- István Gecler
- Mátyás Godina (1768–1835)
- József Gosztony
- Ferenc Gumilár (1880–1972)
- György Gyurgyovits

## H
- József Hirnök
- Katalin Hirnök-Munda
- János Hodács
- Mária Hodács
- Károly Holecz (* 1969)
- András Horváth (um 1744 – nach 1789)
- Ferenc Hüll (1800–1880)

## I
- Ferenc Ivanóczy (1857–1913)

## J
- Iván Jagodics (1936–2010)
- Iván Jerics

## K
- János Kardos (1801–1873)
- József Klekl der Alte (1874–1948)
- József Klekl der Junge (1879–1936)
- János Koczett
- Péter Kollár (1855–1908)
- Mihály Kolossa (1846–1906)
- József Konkolics
- József Kossics (1788–1867)
- Mihály Kotsmar (1698–1750)
- György Kousz (1776–1829)
- László Kovács (* 1950)
- Miklós Kovács
- István Kováts (1866–1945)
- István Kozel
- József Kozó
- Károly Krajczár (* 1936)
- Mátyás Krajczár
- Tamás Krizsán († 1661)
- Flóris Kühar (1893–1943)
- István Kühár (I) (1882–1915)
- István Kühár (II) (1887–1922)
- János Kühár (1901–1987)
- István Küzmics (1723–1779)
- Miklós Küzmics (1773–1804)

## L
- Miklós Legén
- Imre Lenarsich (1882–1966)
- Ádám Luthár (1839–1919)
- Gergely Luthár (1841–1925)
- Mihály Luttár
- Miklós Luttár
- Pál Luthár (1839–1919)
- Ágost Péter Lutharics (1708–1751)
- István Lülik († 1841)

## M
- Ferenc Marics (1791–nach 1844)
- Ferenc Merkli
- Ferenc Mukics (* 1952)
- Dusán Mukics (* 1981)
- Mária Kozár Mukics (* 1952)
- János Murkovics (1839–1917)

## N
- Gábor Nencsics
- Dávid Novák
- Ferenc Novák (1791–1836)

## O
- Ferenc Oslay (1883–1931)

## P
- István Pauli (1760–1829)
- Ágoston Pável (1886–1946)
- Irén Pavlics (* 1934)
- István Persa
- Iván Persa (1861–1935)
- István Pintér (1831–1875)
- József Pusztai (1864–1934)

## R
- Ferenc Raposa
- Vendel Ratkovics (1834–1904)
- András Rogan
- Sándor Rogács
- Lehrer-kantor Ruzsics

## S
- János Sadl
- Ferenc Sbüll (1825–1864)
- János Sinkoh
- Antal Stevanecz (1861–1921)
- József Szakovics (1874–1930)
- Iván Szalaszegi
- Jakab Szabár (1802–1863)
- István Szelmár (1820–1877)
- István Szijjártó (1765–1833)
- János Szlepecz (1872–1936)
- István Szmodis (1785–1799)
- József Szmodis
- László Szobothin
- Marianna Szukics
- Mihály Szvétecz

## T
- Ferenc Talányi (1883–1959)
- Ferenc Temlin
- János Terbócs
- Mihály Terplán
- Sándor Terplán (1816–1858)

## V
- Mihály Szever Vanecsai (1699–1750)

## Z
- Terézia Zakoucs (1817–1885)
- István Zsemlics (1840–1891)
- István Zslebics
- János Zsupánek (1861–1951)
- Mihály Zsupánek (1830–1905)